# NGC 1035
NGC 1035 je spirální galaxie v souhvězdí Velryby. Její zdánlivá jasnost je 12,2m a úhlová velikost 2,2′ × 0,6′. Je vzdálená 55 milionů světelných let, průměr má 35 000 světelných let. Je členem trojice galaxií KTS 18 spolu s galaxiemi NGC 1042 a NGC 1052. Galaxii objevil 10. ledna 1785 William Herschel.

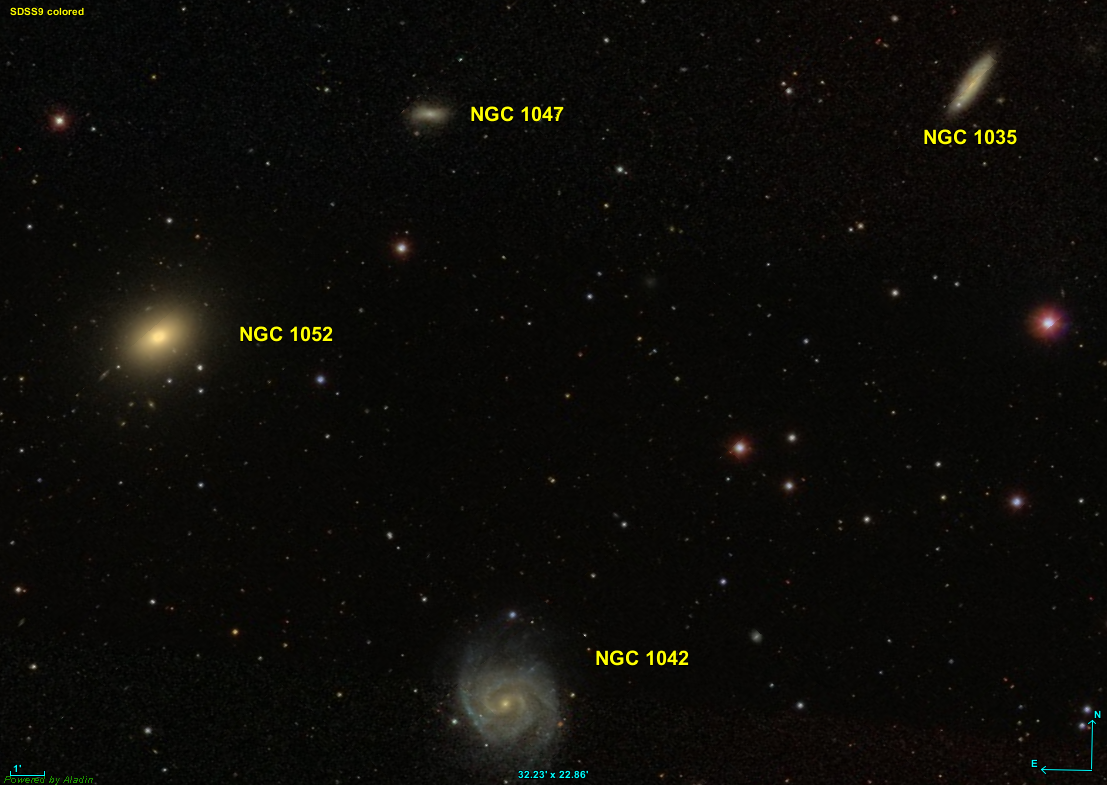
Galaxie NGC 1035, NGC 1042, NGC 1047 et NGC 1052. (SDSS)